# فرانك بلاك
فرانك بلاك (بالإنجليزية: Black Francis)‏ (و. 1965  م) هو موسيقي، ومغن مؤلف، ومنتج أسطوانات، ومغني، وعازف قيثارة أمريكي، ولد في بوسطن، يستخدم آلات قيثارة، وهو عضوٌ في بيكسيز.

## التعليم
تعلم في جامعة ماساتشوستس في أمهرست.

## وصلات خارجية
- فرانك بلاك على موقع IMDb (الإنجليزية)
- فرانك بلاك على موقع ميوزك برينز (الإنجليزية)
- فرانك بلاك على موقع ميوزك برينز (الإنجليزية)
- فرانك بلاك على موقع ميوزك برينز (الإنجليزية)
- فرانك بلاك على موقع رولينغ ستون (الإنجليزية)
- فرانك بلاك على موقع رولينغ ستون (الإنجليزية)
- فرانك بلاك على موقع إن إن دي بي (الإنجليزية)
- فرانك بلاك على موقع أول ميوزيك (الإنجليزية)
- فرانك بلاك على موقع أول ميوزيك (الإنجليزية)
- فرانك بلاك على موقع ديسكوغز (الإنجليزية)
- فرانك بلاك على موقع ديسكوغز (الإنجليزية)

- فرانك بلاك في قاعدة بيانات الأفلام على الإنترنت